# Lomas de Guadalupe, delstaten Mexiko
Lomas de Guadalupe är en ort i Mexiko, tillhörande kommunen Coyotepec i delstaten Mexiko. Lomas de Guadalupe ligger i den centrala delen av landet och tillhör Mexico Citys storstadsområde. Orten hade 435 invånare vid folkmätningen 2010.